# Véronique de Montchalin
Pour les articles homonymes, voir Montchalin.
Véronique de Montchalin, née Legué le 20 juin 1948 à Chartres (Eure-et-Loir), est une enseignante et femme politique française.
Agrégée d'histoire-géographie, elle est suppléante de Guillaume Kasbarian lors des élections législatives de 2017 et de 2022. Elle devient députée de la première circonscription d'Eure-et-Loir en 2024 à la suite de la nomination de ce dernier dans le gouvernement Gabriel Attal.

## Situation personnelle

### Origines
Véronique Louise Léonie Legué nait le 20 juin 1948 à Chartres, dans le département français Eure-et-Loir, en région Centre-Val de Loire.
Elle est la fille d'un libraire chartrain.

### Vie privée
Elle est mariée à Jean Marie Charles de Lombard de Montchalin et est mère de 4 enfants[réf. nécessaire].
Elle réside à Champhol. Elle est la tante par alliance d'Amélie de Montchalin.

## Carrière professionnelle
Elle est professeur agrégée d'histoire-géographie et a exercé à Chartres tout au long de sa carrière[réf. nécessaire].

## Parcours politique
En 2017, puis 2022, elle est la suppléante de Guillaume Kasbarian,.
À la suite de la nomination de Guillaume Kasbarian dans le gouvernement Gabriel Attal, elle devient députée de la première circonscription d'Eure-et-Loir, le 9 mars 2024.

## Distinctions

### Décorations françaises
- Chevalier de l'ordre national du Mérite (2009)[1].
- Chevalier des palmes académiques (2002).